# 张兆钾
张兆钾（1874年—1938年）字鼎臣，甘肃渭源人，中华民国军事将领。

## 生平
清末，张兆钾中武举。曾經擔任董福祥和升允的侍官，甘肃新军第一标第一营督带，甘肃振武军左营管带。中华民国初年，任陇东巡防各营帮统、庆属前防司令及陇东镇守使。1924年3月22日，张兆钾获得将军府厚威将军。1926年，张兆钾同陇南镇守使孔繁锦等人共同反对冯玉祥的国民军统治甘肃，企图从中获取甘肃督军一职，后被冯玉祥部刘郁芬击败，逃到大连。
1938年，张兆钾病逝于天津英租界。